# Tschaniszqali
Der Tschaniszqali (georgisch ჭანისწყალი) ist ein rechter Nebenfluss des Chobiszqali in Georgien.
Der Tschaniszqali entsteht an der Südflanke des Egrissi-Gebirges am Zusammenfluss von Tsentskri und Tsiskvilari.
Er durchfließt die Region Mingrelien und Oberswanetien – anfangs in südwestlicher Richtung. Nach der Einmündung der Intsra von rechts, dreht er nach Süden. Er durchfließt die Kleinstadt Zalendschicha und setzt seinen Kurs in Richtung Südsüdwest fort. Schließlich trifft der Tschaniszqali 5 km nördlich von Chobi auf den Chobiszqali.
Der Tschaniszqali hat eine Länge von 63 km. Er entwässert ein Areal von 315 km².